# Elias Andersson
Nils Erik Elias Andersson, född 31 januari 1996, är en svensk fotbollsspelare (mittfältare) som spelar för Lech Poznań.

## Klubbkarriär
Andersson kommer från Hässleholm, Skåne. Han blev den yngsta debutanten i Helsingborgs IF då han blev inbytt i hemmamatchen mot Mjällby AIF den 15 april 2013. Han provspelade för Aston Villa men stannade kvar i Helsingborgs IF.
I februari 2015 lånades Andersson ut till Superettan-klubben Varbergs BoIS. Den 1 mars 2016 värvades han i en permanent övergång av klubben.
Den 26 juni 2017 värvades Andersson av IK Sirius, där han skrev på ett 3,5-årskontrakt. Den 10 december 2020 värvades Andersson av Djurgårdens IF, där han skrev på ett treårskontrakt. I augusti 2021 lånades Andersson ut till Mjällby AIF, ett låneavtal som gällde resten av säsongen. 2022 var Andersson tillbaka i Djurgården och skolades lyckosamt om till vänsterback, vilket sedermera kom att leda till Anderssons landslagsdebut i A-lagssammanhang. 
Sommaren 2023 så blev Elias Andersson presenterad av Lech Poznań.

## Landslagskarriär
Elias Andersson var lagkapten i det svenska U17-landslag som gick till semifinal i U17-EM och tog brons i U17-VM 2013. Andersson debuterade för Sveriges A-landslag den 12 januari 2023 i januariturnéns andra match mot Island.